# Lateinamerika-Institut (Berlin)

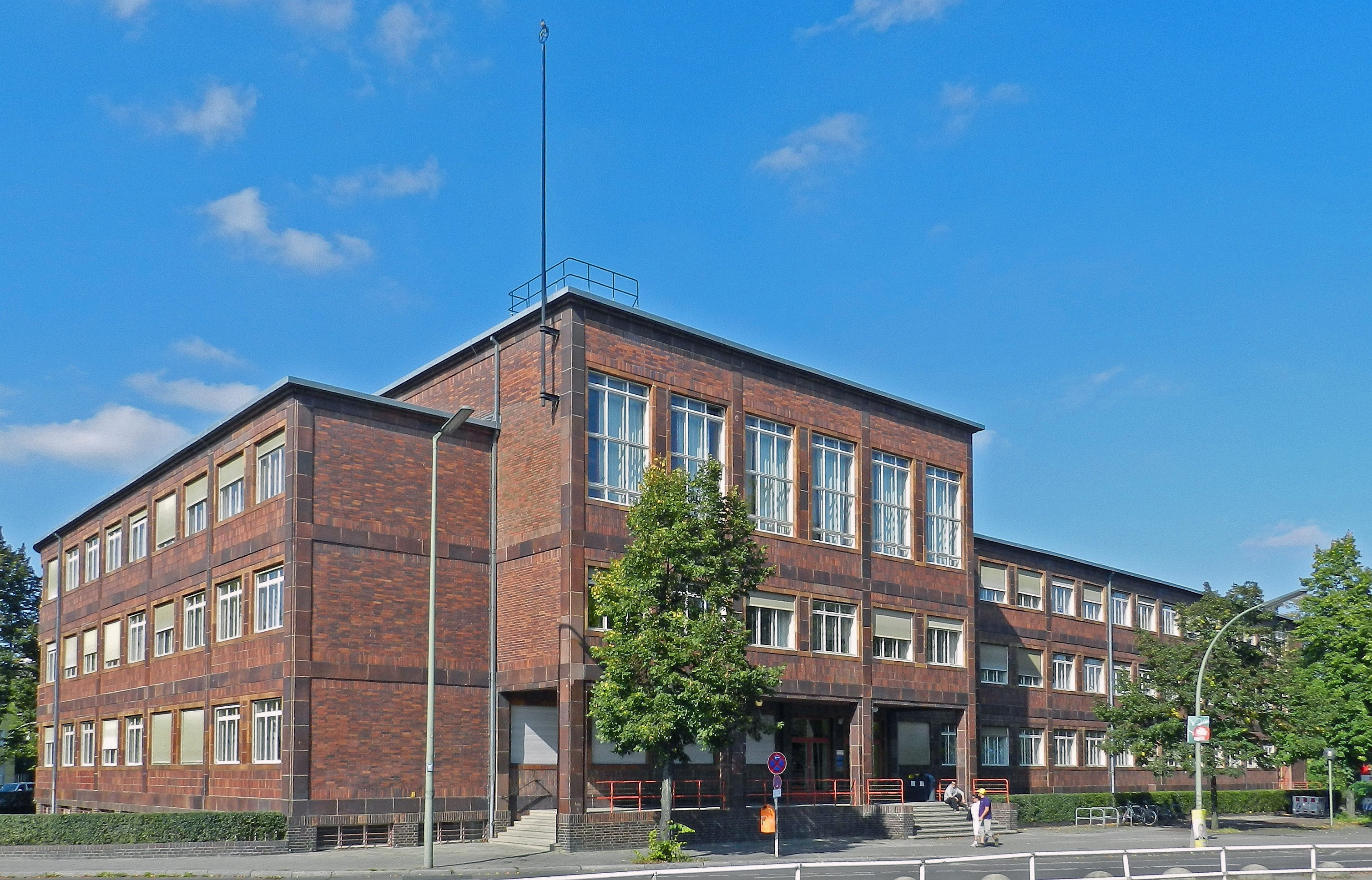
Lateinamerika-Institut Berlin im Reichsknappschaftshaus in Berlin-Wilmersdorf

Das Lateinamerika-Institut (LAI) der Freien Universität Berlin ist eine interdisziplinäre Lehr- und Forschungseinrichtung im Berliner Ortsteil  Wilmersdorf. Das Gebäude befindet sich an der Rüdesheimer Straße 54–56/Ecke Südwestkorso, nahe dem Breitenbachplatz. Es ist neben dem Osteuropa-Institut und dem John-F.-Kennedy-Institut eines von drei interdisziplinären Zentralinstituten der FU, die auf Regionalstudien spezialisiert sind. Das Institut zählt sich zu den führenden europäischen Institutionen für die Lehre und Forschung zu lateinamerikabezogenen Themen.
Das LAI wurde 1970 gegründet. Es beherbergt mehrere sozial- und geisteswissenschaftliche Professuren sowie Teilstudiengänge im Bereich der Bachelor-Ausbildung und einen Masterstudiengang „Interdisziplinäre Lateinamerikastudien“. 